# États membres de l'Union africaine
Pour un article plus général, voir Union africaine.

Carte des États membres de l'Union africaine

Les États membres de l'Union africaine sont au nombre de 55. Il s'agit de l'ensemble des États présents sur le continent africain.
Leurs droits peuvent être suspendus lorsque certains critères sont remplis.

## Sahara occidental et Maroc
Le Sahara occidental est un Territoire non-autonome sous administration de fait du Maroc pour 80 % de sa superficie et de la République arabe sahraouie démocratique (RASD) qui n'est reconnue que par certains États pour les 20 % restants. La République arabe sahraouie démocratique est membre de l'Union africaine depuis 1982. Le Maroc, qui considère que le Sahara occidental fait partie intégrante de son territoire, quitte l'UA en 1984 pour protester contre l'admission de la RASD. Le Maroc réintègre l'UA en 2017,.

## Membres suspendus

### Suspensions actuelles
- Gabon après le coup d'État de 2023. Depuis le 30 août 2023.
- Mali après le coup d'État de 2021. Depuis le 1er juin 2021.
- Guinée après le coup d'État de 2021. Depuis le 10 septembre 2021.
- Soudan après le coup d'État de 2021. Depuis le 25 octobre 2021.
- Burkina Faso après le coup d'État de 2022. Depuis le 31 janvier 2022.
- Niger après le coup d'État de 2023. Depuis le 22 août 2023.

### Anciennes suspensions
- Burkina Faso après le coup d'État de septembre 2015[4].
- Côte d'Ivoire (2010-2011) : à la suite de l'élection présidentielle ivoirienne de 2010 et du refus de Laurent Gbagbo de céder son poste, l'UA a suspendu la Côte d'Ivoire le 9 décembre 2010 et avait conditionné sa réintégration à l'entrée en fonction d'Alassane Ouattara en tant que président effectif du pays[5].
- Érythrée : le pays est suspendu à cause de son rôle négatif dans l'actuelle guerre civile somalienne (soutien des insurgés islamistes contre le gouvernement de transition fédéral) et aux sanctions de l'ONU qui suivirent[réf. nécessaire].
- Guinée (2008-2010) : la république de Guinée fut suspendue pendant deux ans à la suite du coup d’État de décembre 2008 de Dadis Camara et retrouva sa place au sein de l'Union après l'élection fin 2010 du premier président de la république élu démocratiquement depuis l'indépendance du pays en 1958, Alpha Condé[6].
- Guinée-Bissau : suspendue le 17 avril 2012 à la suite du coup d'État du 12 avril[7].
- Madagascar : à la suite de la prise de pouvoir d'Andry Rajoelina, Madagascar a été suspendu de l'Union africaine conformément à l'article 4 de sa charte qui interdit les coups d'État[8].
- Mali : le Mali est suspendu à la suite du coup d'État des 21-22 mars 2012[9] et réintégré le 24 octobre 2012[9].
- Niger (2010-2011) : la république du Niger fut suspendue durant plus d'une année à la suite du putsch du 18 février 2010 et ne réintégra l'Union que le 16 mars 2011 après l'élection d'un civil à la présidence, Mahamadou Issoufou[10].
- République centrafricaine : à partir de mars 2013, à cause de la Troisième guerre civile centrafricaine[11]. Le pays a été rétabli en tant que membre de plein droit en avril 2016[12].
- Égypte à la suite du coup d'État du 3 juillet 2013 en Égypte.
- Soudan est suspendu du 6 juin 2019 au 7 septembre 2019 à la suite du coup d'État du 11 avril 2019 contre le président soudanais Omar el-Béchir au cours des manifestations de 2018-2019[13],[14].

## Anciens retraits
- Maroc (quitte l'Union africaine en 1984 ; la réintègre en 2017)